# Olly van Abbe
Aldegonda Clementina Maria (Olly) van Abbe, ook wel Olly de Vries-van Abbe (Eindhoven, 25 maart 1935 – Tilburg, 13 januari 2017) was een Nederlands beeldhouwer.

## Leven en werk
Van Abbe was de oudste dochter van Albert van Abbe (1910–1984) en Marijke Hoffmann. Haar vader was directeur van de Karel I sigarenfabriek, die door diens vader Henri van Abbe werd opgericht. Van Abbe zat in haar middelbareschooltijd op de Notre Dame des Anges in Ubbergen. Ze studeerde aan de Academie voor beeldende kunsten in Arnhem en was een leerling van Cephas Stauthamer.
Van Abbe maakte onder meer portretkoppen in steen en brons en keramische gevelversieringen. Haar portretkoppen waren deels van kinderen, maar zij werkte ook in opdracht van industriëlen en politici. Zo maakte zij beelden van Frits Philips en Gerrit Brokx.

### Van Abbestichting
Toen in de jaren 90 sprake was van mogelijke sloop van het door haar opa opgerichte Van Abbemuseum, kwam zij in opstand. Met familie en andere Eindhovenaren werd in 1993 de Henri van Abbe Stichting opgericht, die zich later ook breder in ging zetten voor monumentenzorg in de stad. De Stichting heeft de Henri van Abbeprijs ingesteld, die bestaat uit een oorkonde en een bronzen penning. De penning werd ontworpen door Olly van Abbe.
Van Abbe is getrouwd geweest met ondernemer Ad van Vliet, met wie ze drie kinderen kreeg. Later trouwde ze met Han de Vries, met wie ze nog een zoon kreeg. Han de Vries overleed in 2010. Olly van Abbe overleed in 2017 op 81-jarige leeftijd en is bijgezet in de grafkapel van de familie Van Abbe

## Werken (selectie)
- Keramische gevelversiering De Bleek (1978), Stratumsedijk, Eindhoven
- Keramische gevelversiering De Rietvink (1980), Tongelresestraat, Eindhoven
- Keramische gevelversiering De geschiedenis van het bad, (1980), Kastelenplein, Eindhoven[6]
- Chinese Mandarijn met vier dienaressen (1982), Geldropseweg, Eindhoven (uitgevoerd bij atelier St. Joris)[7][8]
- Plaquette 750 jaar Eindhoven (1982), Rechtestraat, Eindhoven
- Plaquette met reiger (1990), Reigerlaan, Eindhoven
- Hertog Jan II van Brabant (2001), Papenvoort, Nuenen. Opgericht ter herinnering aan de gemeenterechten die de hertog 700 jaar geleden, op 4 december 1300 aan Nuenen-Gerwen verleende.[9]

## Afbeeldingen

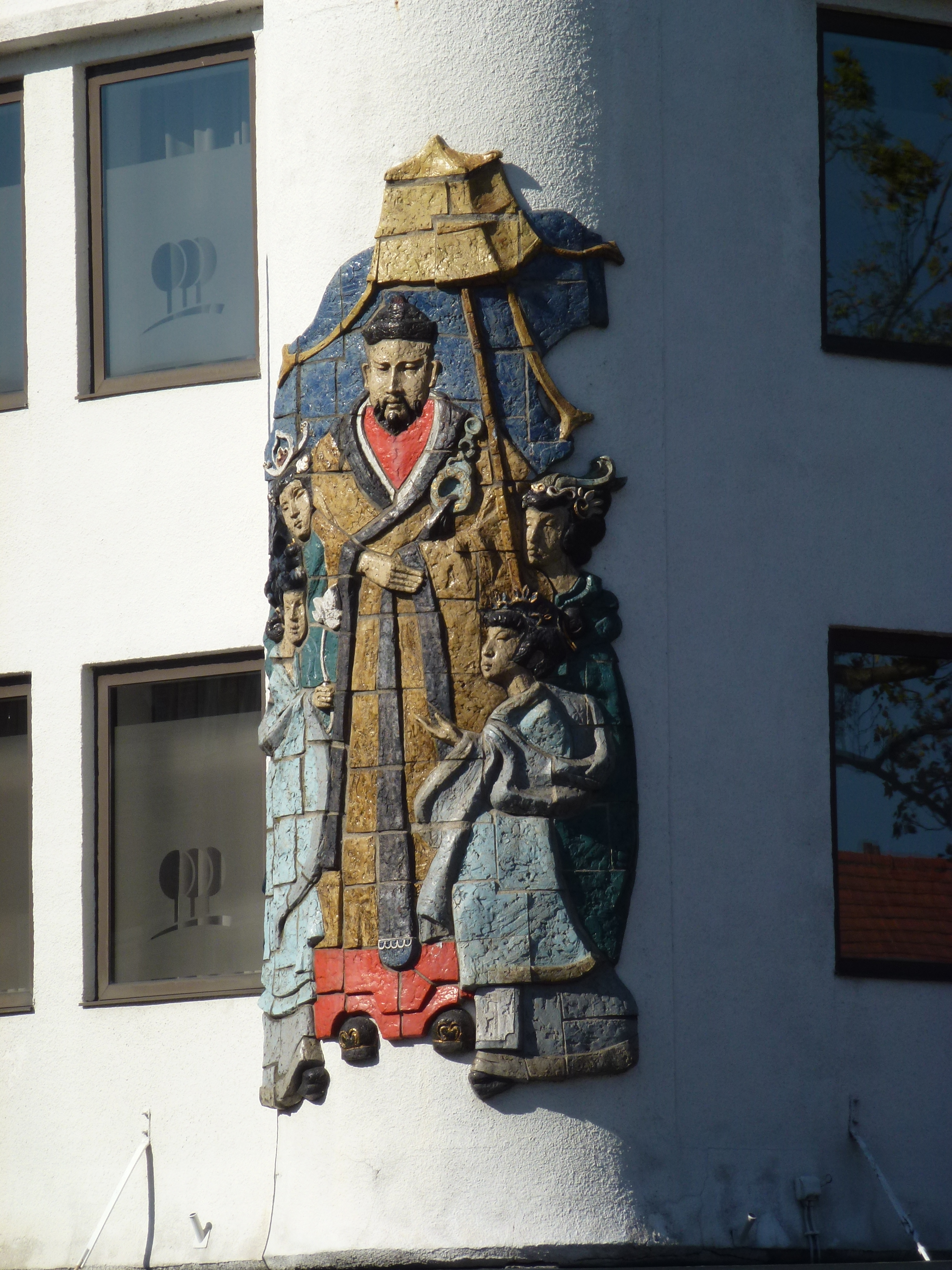
Mandarijn
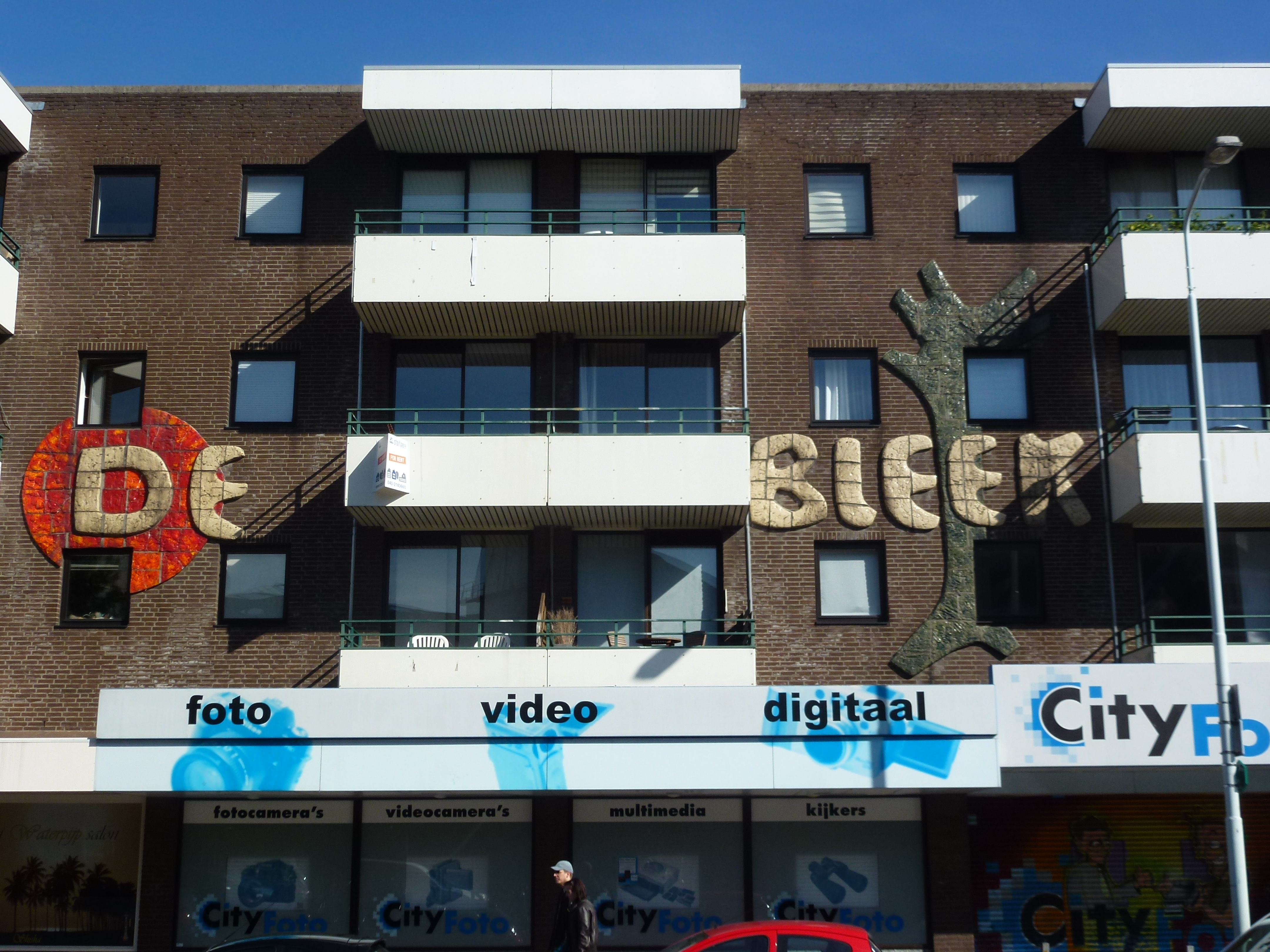
De Bleek
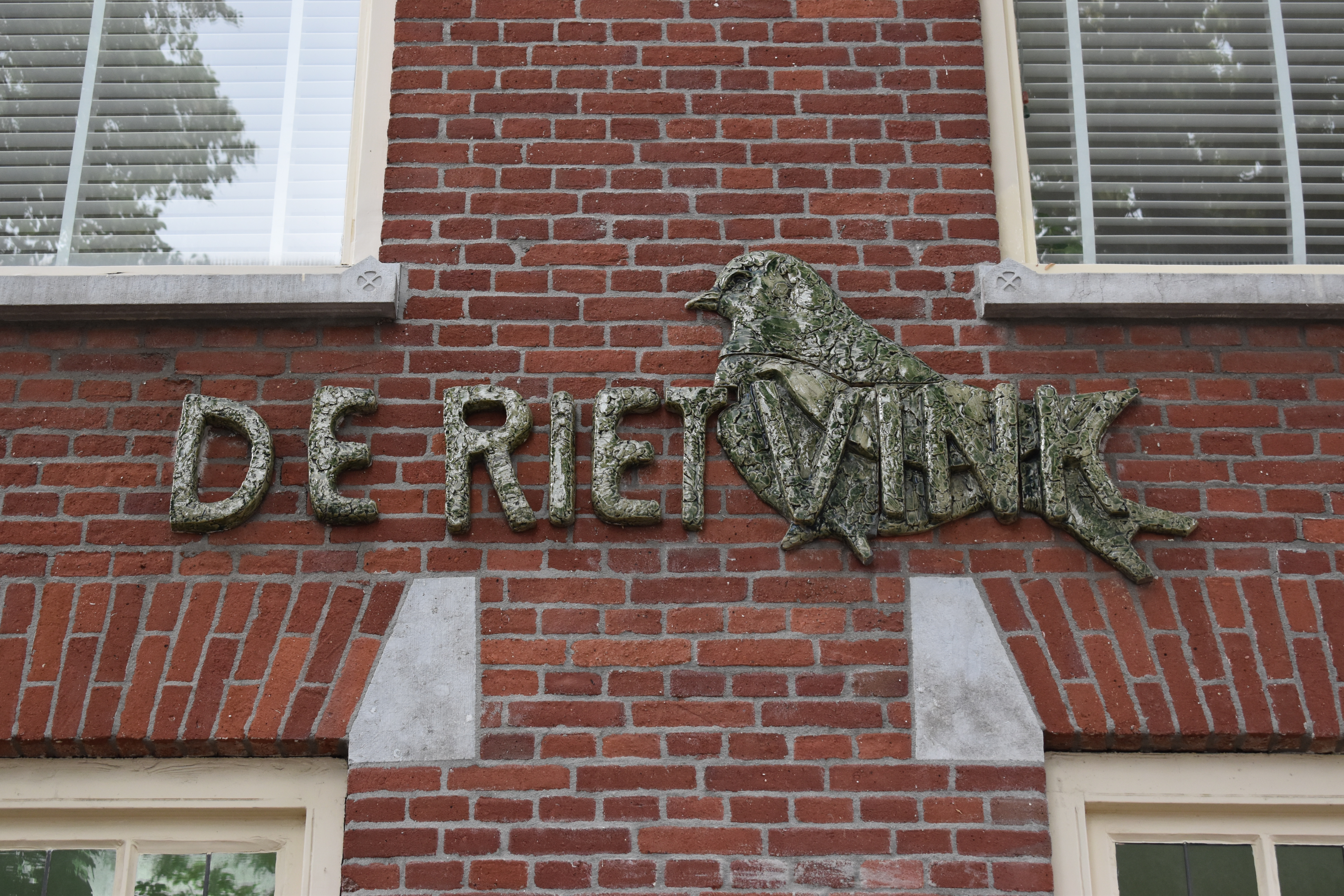
De Rietvink
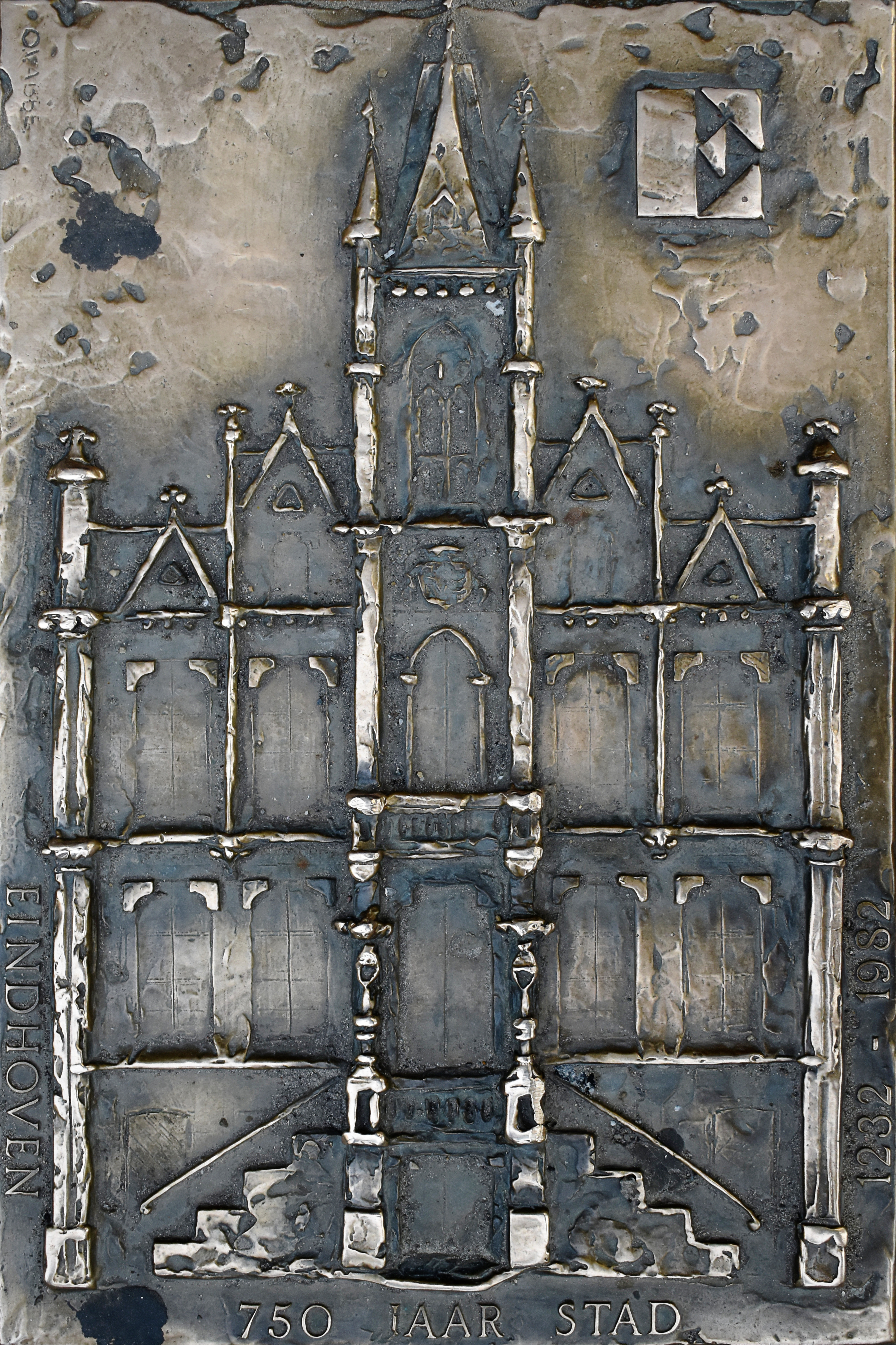
750 jaar Eindhoven

- Gemeinsame Normdatei: 1352605627
- Virtual International Authority File: 653173669152907660005